# Veyretia
Veyretia é um género botânico pertencente à família das orquídeas (Orchidaceae). Foi proposto por Szlachetko em Fragmenta Floristica et Geobotanica, Suppl. 3: 115, em 1995, tipificado pela Veyretia hassleri (Cogn.) Szlach., antes descrita como Spiranthes hassleri Cogn..  O nome é uma homenagem a Yvonne Veyret, bióloga do Herbário do Museu de História Natural de Paris.
São cerca de onze espécies de ervas terrestres de raízes carnosas, que existem em todos os estados brasileiros ao sul da Bahia e Tocantins, até o Paraguai, e em outra grande área no norte da Amazônia, incluídas também Guianas e Venezuela. Habitam climas variados, conforme cada espécie, de campos secos e rochosos a áreas inundadas e brejos, preferindo sempre solos arenosos, até 1800 metros de altitude.
Antes pertencentes ao gênero Sarcoglottis, dele distinguem-se tanto pelo aspecto único de suas folhas lineares e caneladas, como pelas flores cujo labelo é concrescido às sépalas laterais por cerca de um terço do comprimento, e finalmente, pelo nectário, na base dividido em duas câmaras, cujas glândulas são tão longas quanto um terço do comprimento da lâmina do labelo.
Apresentam muitas folhas lineares, que lembram capim, basais, de verde-pálido, dispostas em roseta; inflorescência delicada, parcialmente coberta por espaçadas brácteas, em regra pubescentes; de duas a muitas flores pequenas e pouco vistosas, esverdeadas ou alvacentas.

## Espécies
1. Veyretia aphylla (Ridl.) Szlach., Fragm. Florist. Geobot., Suppl. 3: 116 (1995).
2. Veyretia caudata (R.J.V.Alves) Mytnik, Richardiana 7: 5 (2007 publ. 2006).
3. Veyretia cogniauxiana (Barb.Rodr. ex Cogn.) Szlach., Fragm. Florist. Geobot., Suppl. 3: 116 (1995).
4. Veyretia hassleri (Cogn.) Szlach., Fragm. Florist. Geobot., Suppl. 3: 116 (1995).
5. Veyretia neuroptera (Rchb.f. & Warm.) Szlach., Fragm. Florist. Geobot., Suppl. 3: 116 (1995).
6. Veyretia rupicola (Garay) F.Barros, Hoehnea 30: 183 (2003).
7. Veyretia sagittata (Rchb.f. & Warm.) Szlach., Fragm. Florist. Geobot., Suppl. 3: 116 (1995).
8. Veyretia simplex (Griseb.) Szlach., Fragm. Florist. Geobot., Suppl. 3: 116 (1995).
9. Veyretia sincorensis (Schltr.) Szlach., Fragm. Florist. Geobot. 41: 862 (1996).
10. Veyretia szlachetkoana Mytnik, Richardiana 7: 5 (2007 publ. 2006).
11. Veyretia undulata Szlach., Fragm. Florist. Geobot. 41: 862 (1996).